# Voice-Server
Ein Voice-Server ist ein Server für IP-Telefonie über ein Rechnernetz (Internet/LAN).
Im Gegensatz zum Peer-to-Peer-Prinzip herkömmlicher Telefonie, bei dem zwei oder mehrere Konferenzteilnehmer gleichzeitig online Verbindung aufnehmen, wird die Voice-Server-Software für sprachunterstützte Chats im Internet verwendet. Dazu sind beim Voice-Server-Verfahren ein Server-Programm für den Dienstanbieter und ein Client-Programm auf dem PC der Nutzer / Teilnehmer notwendig. Der Server ist hierbei unter einer statischen Hostadresse (IP, Domain) als feste Anlaufstelle permanent online, während die Teilnehmer sich je nach Kommunikationsbedarf zeitbegrenzt beim Dienstanbieter mittels ihrer Zugangsdaten anmelden, um dort mit den ebenso online-befindlichen "Voice-Chattern" zu kommunizieren. Eine weite Verbreitung finden Voice-Server bei Instant-Messenger- und Chatraum-Anbietern. Zu den Hauptnutzergruppen zählt die Gemeinschaft der Internet-Gamer. Absprachen bei Ego-Shootern, Strategiespielen oder auch Rollenspielen (MMORPG) sind hierbei nützlich und verschaffen den notwendigen Vorteil gegenüber einem gegnerischen Team oder Spieler. Das Angebot kommerzieller und frei nutzbarer Voice-Server-Programme ist vielfältig. Bei den meisten Softwarelösungen gibt es die Möglichkeit zur Einrichtung verschiedener Audio-Chaträume auf einem Voice-Server sowie der Status- und Rechtevergabe (z. B. Administrator, Moderator).